# Station Hornslet
Station Hornslet is een spoorweghalte in Hornslet in de Deense gemeente Syddjurs. De halte ligt aan de lijn Aarhus - Grenaa. 